# Kania urdanetensis
Kania urdanetensis là một loài thực vật có hoa trong Họ Đào kim nương. Loài này được (Elmer) Peter G.Wilson mô tả khoa học đầu tiên năm 1982.